# Чешма на улица „Анти“
Чешмата на улица „Анти“ (на гръцки: Kρήνη της οδού Ανθέων) е историческа османска чешма в македонския град Солун, Гърция.

## Местоположение
Чешмата е разположена в Горния град - старата турска махала, във вътрешния двор на улица „Анти“ № 2, зад Еди куле.

## Описание
Изградена е от тухли и има голям полукръгъл островърх свод. За корито е използван византийски мраморен саркофаг от XIII век, който днес е изложен в солунския Музей на византийската култура. Ктиторският надпис на чешмата е изчезнал и годината на издигането ѝ е неизвестна.